# Ulrich (Unternehmen)
Die Ulrich GmbH & Co. KG (Handelsmarke „ulrich medical“ seit 2005) ist ein deutsches Medizintechnikunternehmen mit Hauptsitz in Ulm, Baden-Württemberg. Als weltweit erstes Unternehmen entwickelte ulrich medical einen Kontrastmittelinjektor mit Tandemtechnologie. Diese Technologie ermöglicht die elektronische Steuerung und Benutzung von zwei unterschiedlichen Kontrastmitteln, was zu erhöhter Effizienz und Komfort beiträgt.

## Geschichte
Das Unternehmen wurde 1912 von Heinrich C. Ulrich in Ulm gegründet. Entwickelt, produziert und vertrieben wurden zunächst chirurgische Instrumente.
Bedeutung erlangte das Unternehmen Mitte des 20. Jahrhunderts vor allem durch seine Rolle als Innovationsführer in der deutschen Medizintechnikgeschichte: So wurde 1934 nach einer Idee von Chirurg Neuffer von dem Instrumentenmacher Ulrich ein Magen-Darm-Nähapparat mit auswechselbaren Klammereinsätzen
gebaut. „Es entstand der Ulrich’sche Apparat mit ein oder zwei Reservekammern (Friedrich 1934)“. Im Jahr 1952 wurde bei Ulrich das erste künstliche Fingergelenk und 1958 die erste deutsche Herz-Lungen-Maschine gebaut.
Seit 1978 produziert das Unternehmen Wirbelsäulen-Implantate und -instrumente. 1985 wurde der erste CT/MRT-Kontrastmittelinjektor verkauft. Im Jahr 2000 wurden die Unternehmensbereiche Sanitätshaus, Rehatechnik sowie Arzt- und Sprechstundenbedarf geschlossen und das Unternehmen konzentriert sich auf den Vertrieb der selbstproduzierten Medizintechnik.

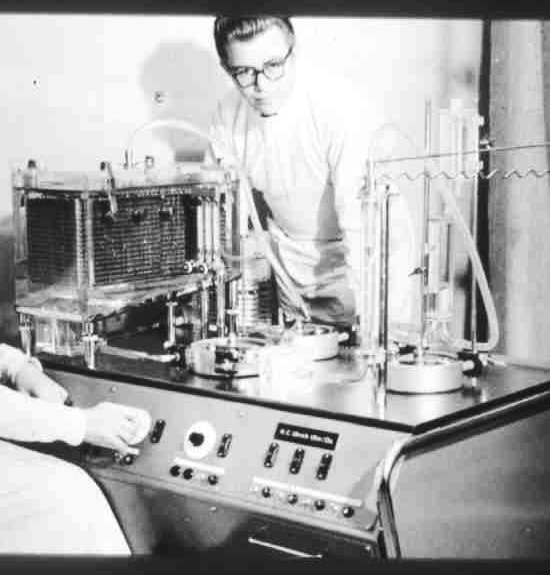
Erste deutsche Herz-Lungen-Maschine, 1958

Das aktuelle Produktportfolio (Stand 08/2025) umfasst Produkte für die Wirbelsäulenchirurgie und die Radiologie, die zum Großteil in Deutschland entwickelt und produziert werden.

## Tochterunternehmen
Die ulrich medical-Gruppe besteht aus der Muttergesellschaft ulrich GmbH & Co. KG und ihren drei Tochtergesellschaften.
Im Januar 2006 wurde das Tochterunternehmen ulrich medical USA Inc. in Chesterfield im Bundesstaat Missouri gegründet, das seinen Sitz seit 2023 in Dallas (Texas) hat. Seit Oktober 2017 gibt es die französische Vertriebstochter ulrich medical France, mit Sitz in Toulouse. Die spanische Tochter ulrich medical España gibt es seit Oktober 2024; sie sitzt in Madrid.